# Plac Skanderbega w Tiranie
Plac Skanderbega – plac w centrum Tirany. Nazwa placu pochodzi od Skanderbega, albańskiego przywódcy, powstańca i bohatera narodowego. Całkowita powierzchnia placu wynosi około 40 000 m²; w centrum placu znajduje się pomnik Skanderbega. Na placu znajduje się wiele ważnych albańskich budynków, między innymi Teatr Opery i Baletu, Biblioteka Narodowa Albanii, Meczet Ethema Beja, ratusz, budynek Narodowego Muzeum Historycznego i siedziba albańskiego Ministerstwa Infrastruktury.  

## Historia
W 1917 roku na aktualnym miejscu Placu Skanderbega powstał plac. Dawniej na placu znajdowała się fontanna; a na miejscu aktualnego pomnika Skanderbega znajdował się pomnik Józefa Stalina (pomnik Stalina został usunięty w 1991 roku podczas demonstracji). W 2017 roku plac został przebudowany, odnowiony i wyłączony z ruchu ulicznego stając się przestrzenią spacerową. W 2018 roku plac zdobył Europejską Nagrodę Przestrzeni Publicznych.

## Galeria

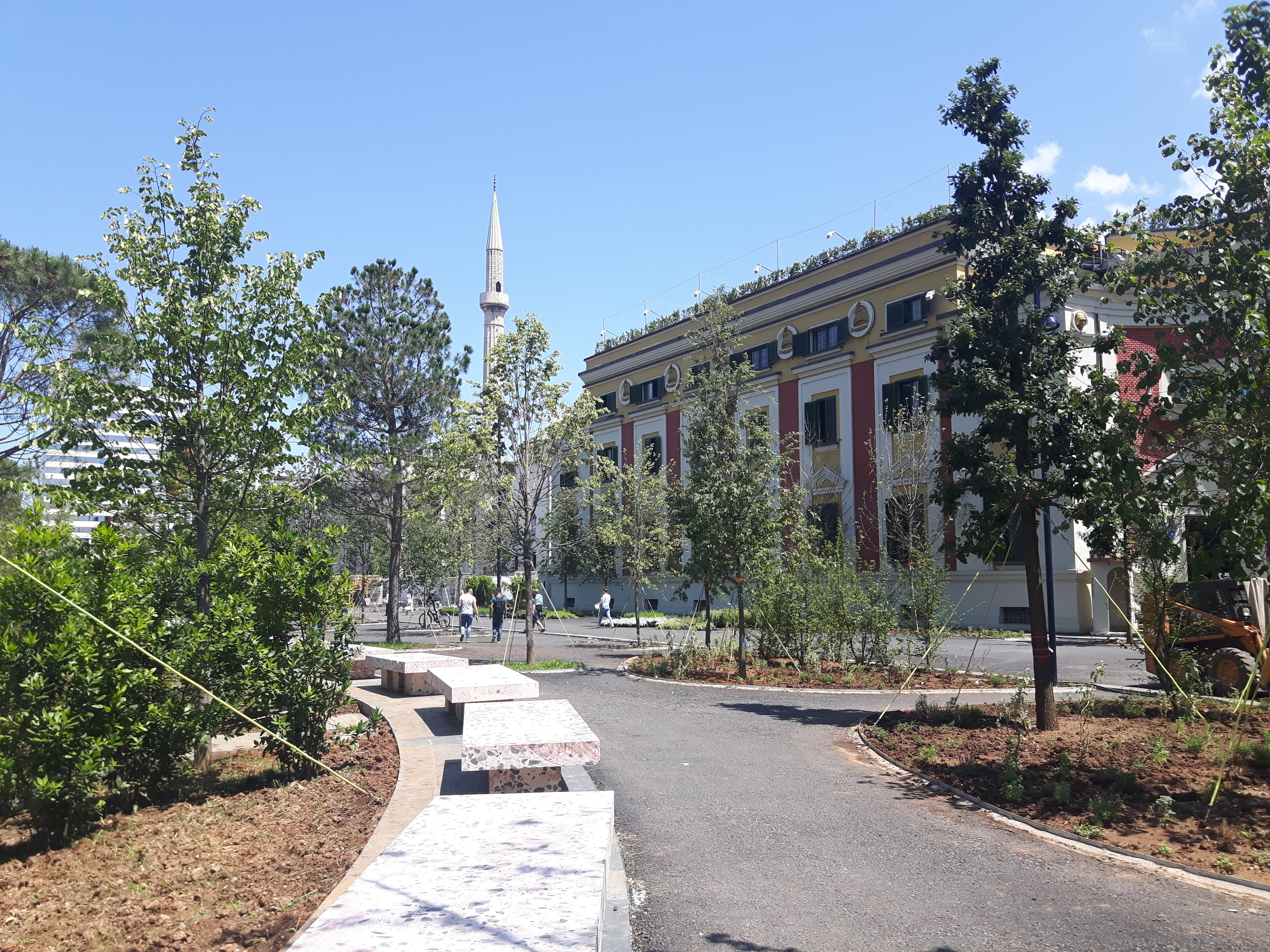
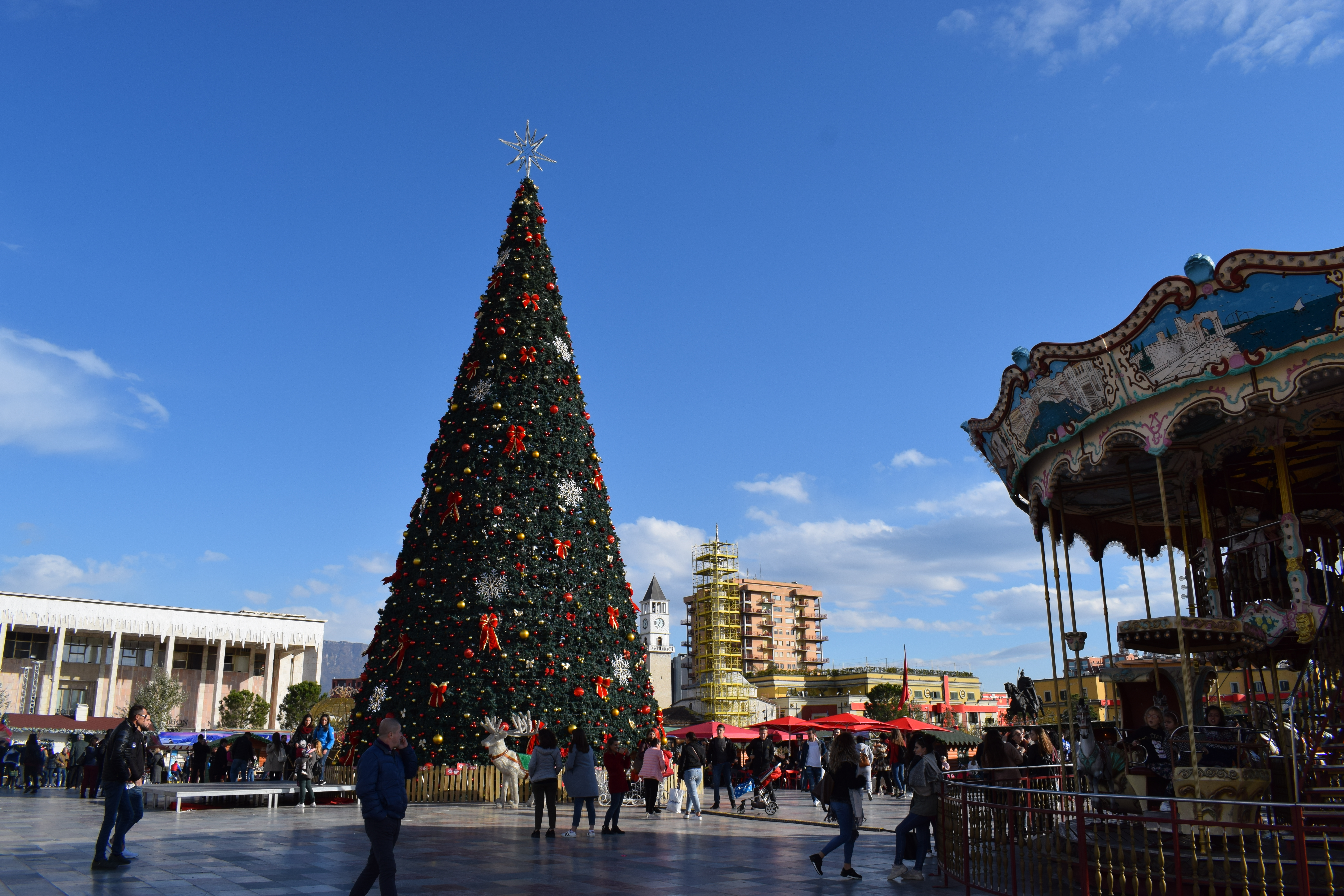
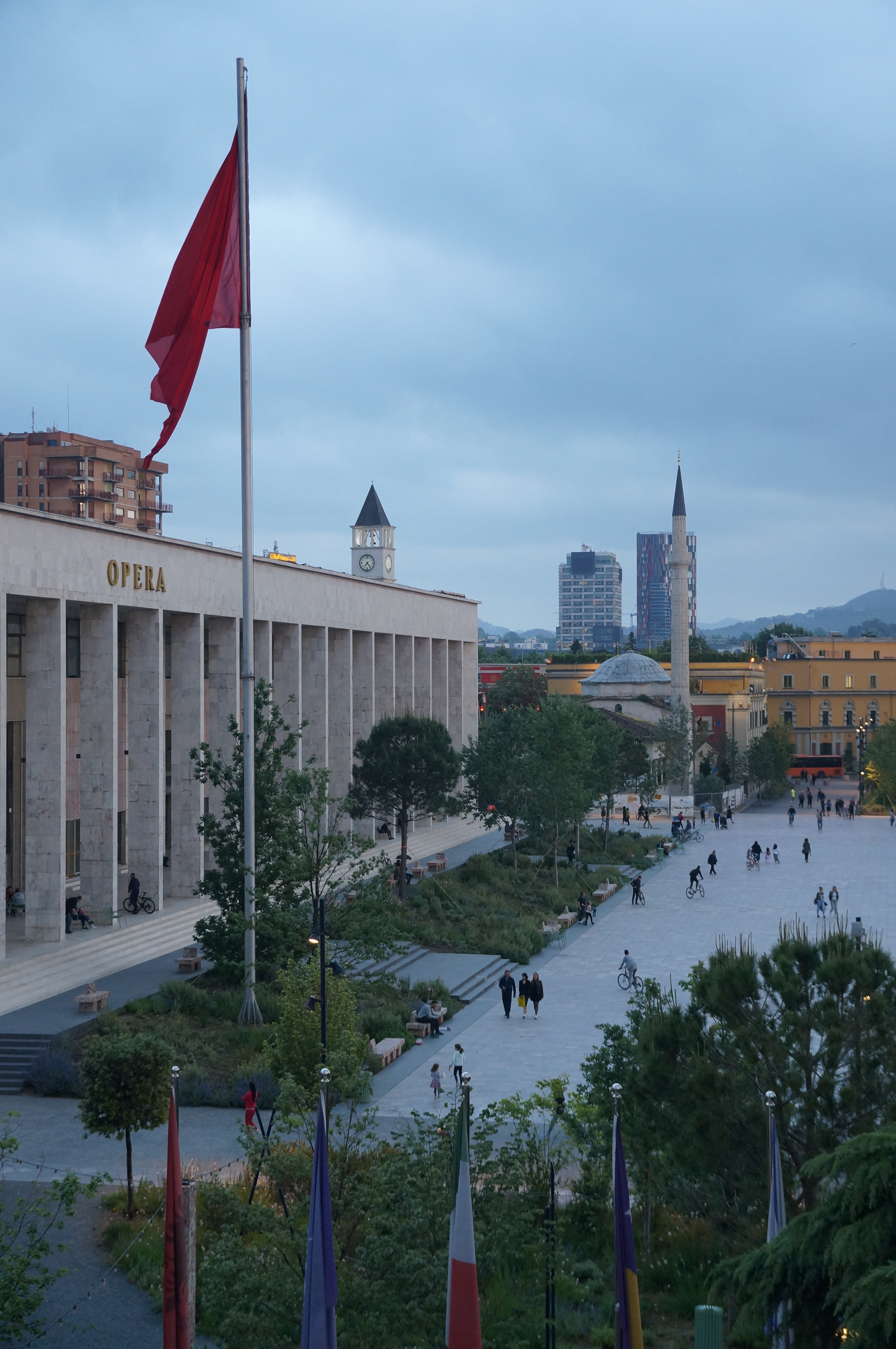